# Cloche de Sangwonsa
La cloche Sangwonsa est une cloche en bronze construite en 725 par le roi Seongdeok, au cours de la 24e année de son règne. 

## Description
La cloche mesure 1,67 cm de haut et 91 cm de diamètre. Elle est ornée de décorations bouddhistes et de dessins racontant une légende sur la cloche elle-même. Elle est considérée comme la plus ancienne cloche en bronze de Corée du Sud.
La cloche a été classée 36e sur la liste des trésors nationaux de Corée du Sud en 1962 et est conservée au temple Sangwonsa dans la province de Gangwon. 

## Cérémonie d'ouverture des Jeux olympiques d'hiver de 2018
Lors de la Cérémonie d'ouverture des Jeux olympiques d'hiver de 2018, après un film projeté dans le stade olympique, la cérémonie débuta par un décompte qui défila à travers les gradins grâce à des diodes lumineuses installées sur tous les sièges. Un jet de lumière frappa une cloche représentant la cloche de Sangwonsa et surnommée la cloche de la paix, au centre du stade.

## Galerie

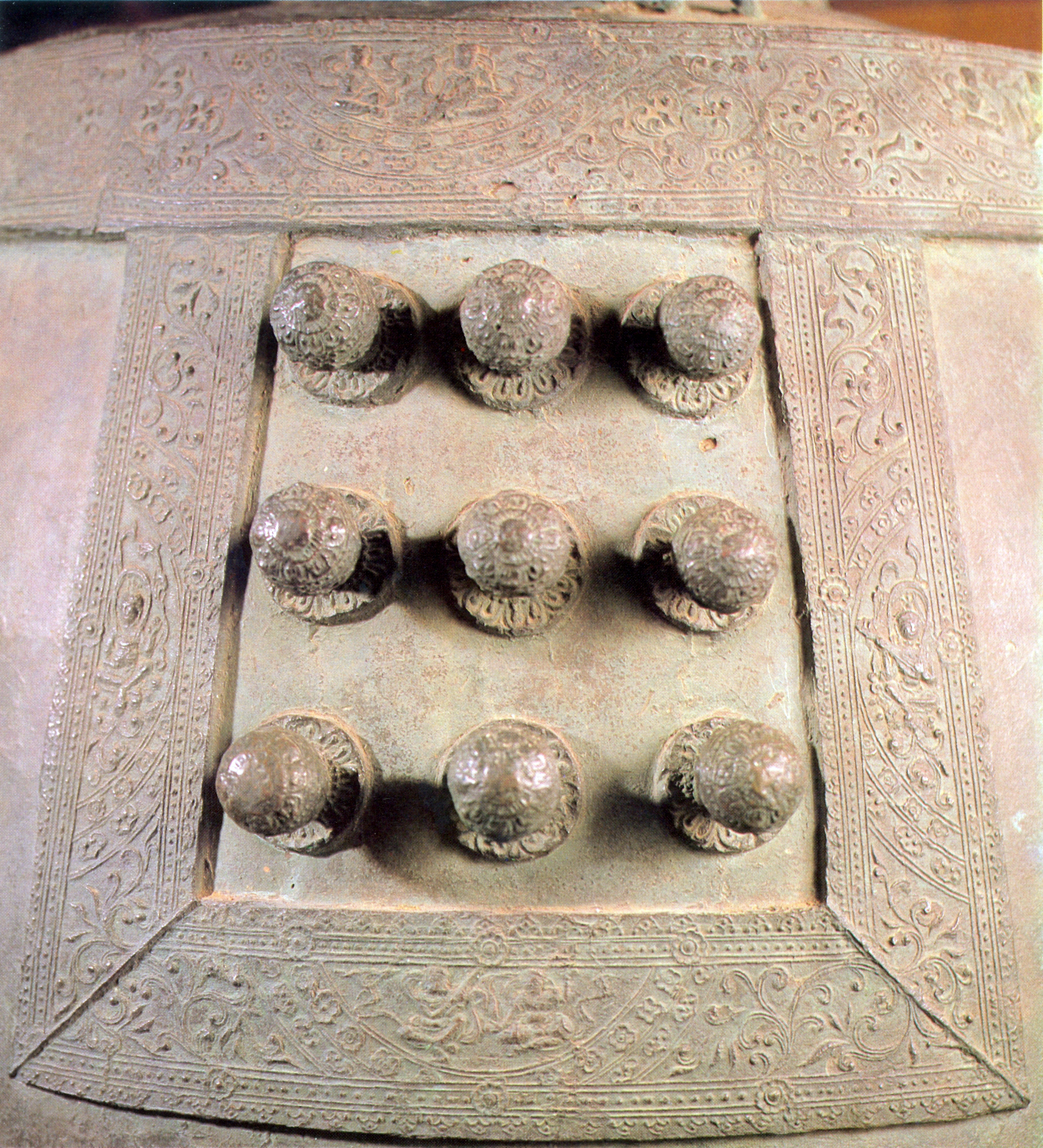
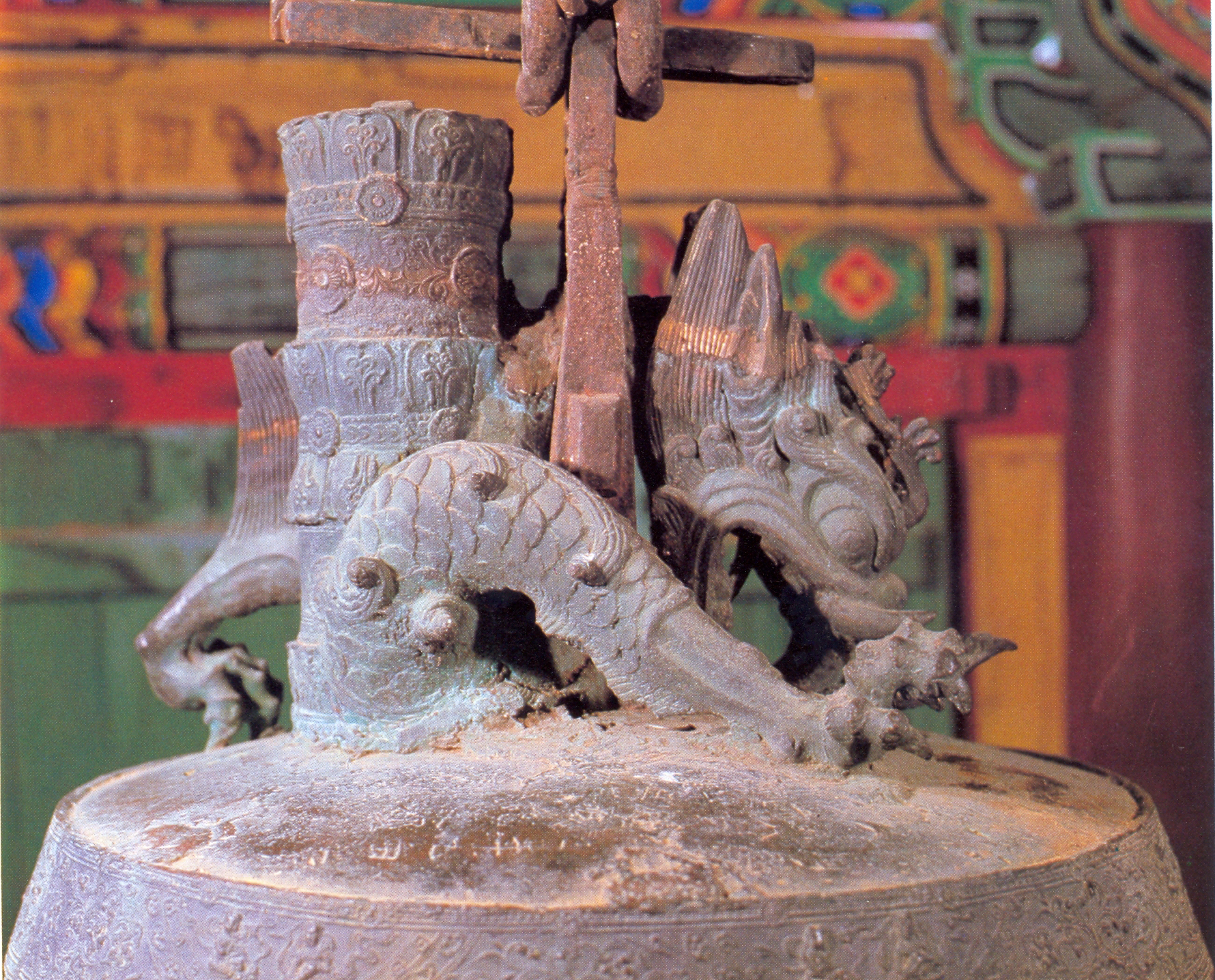
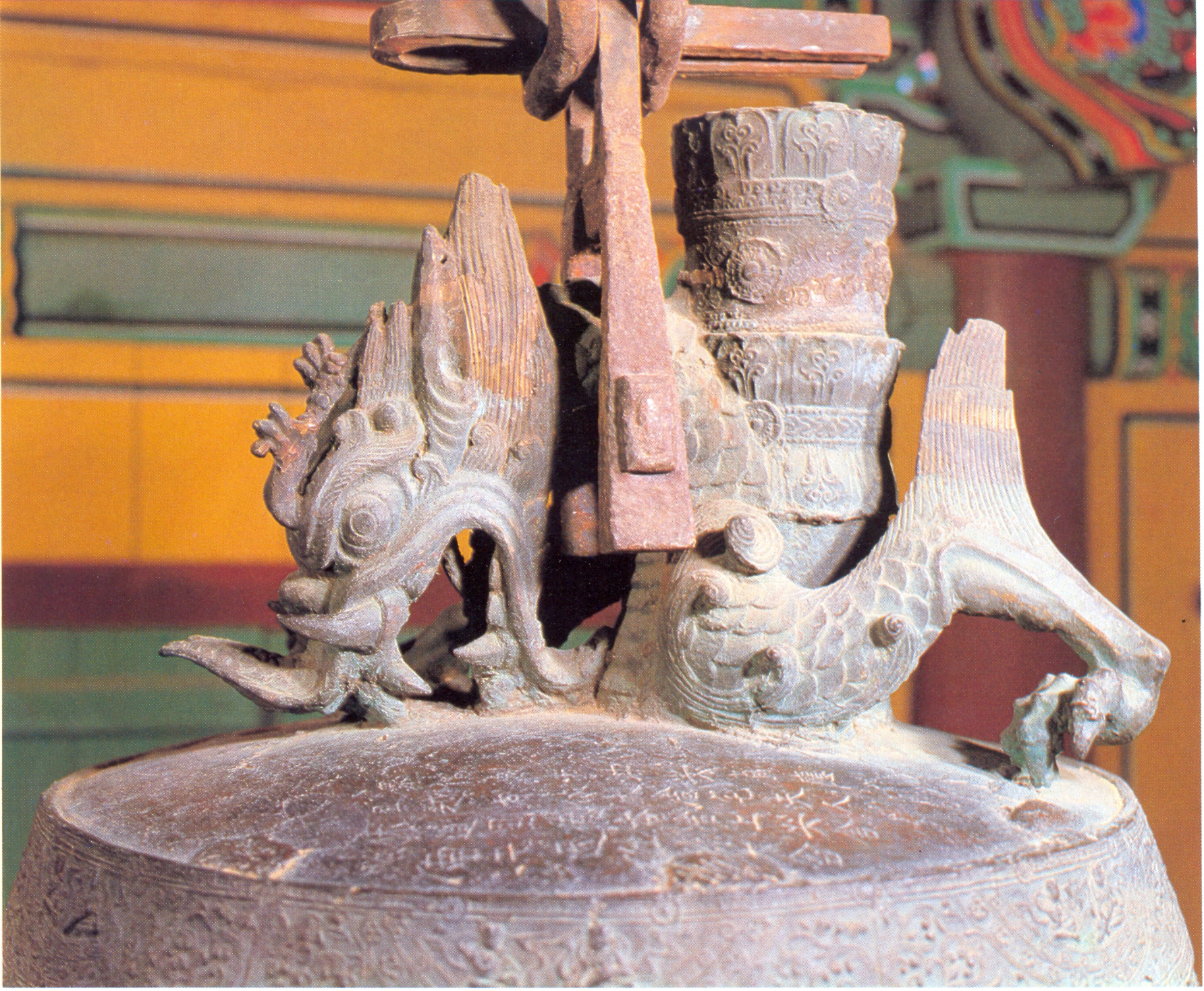
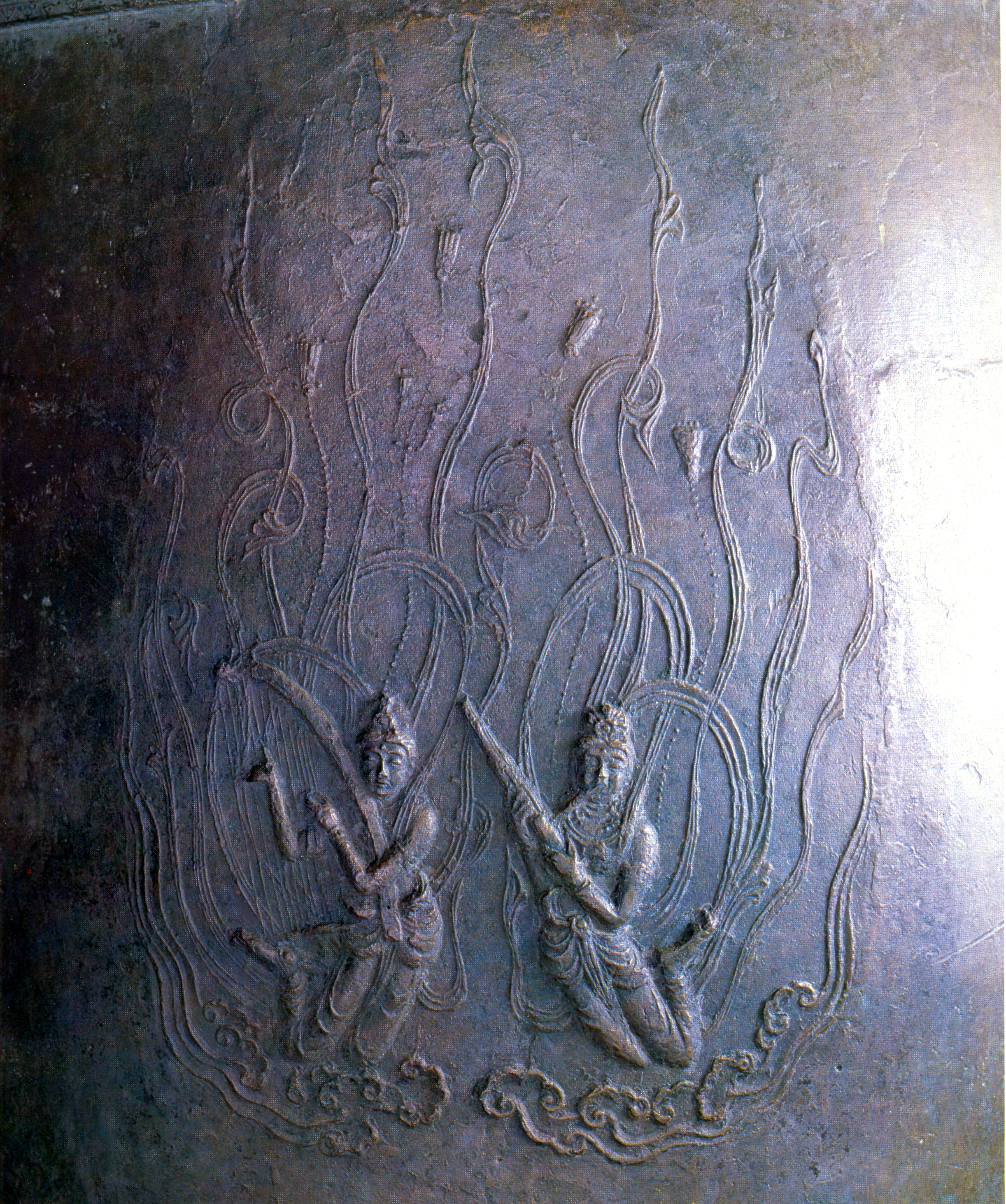
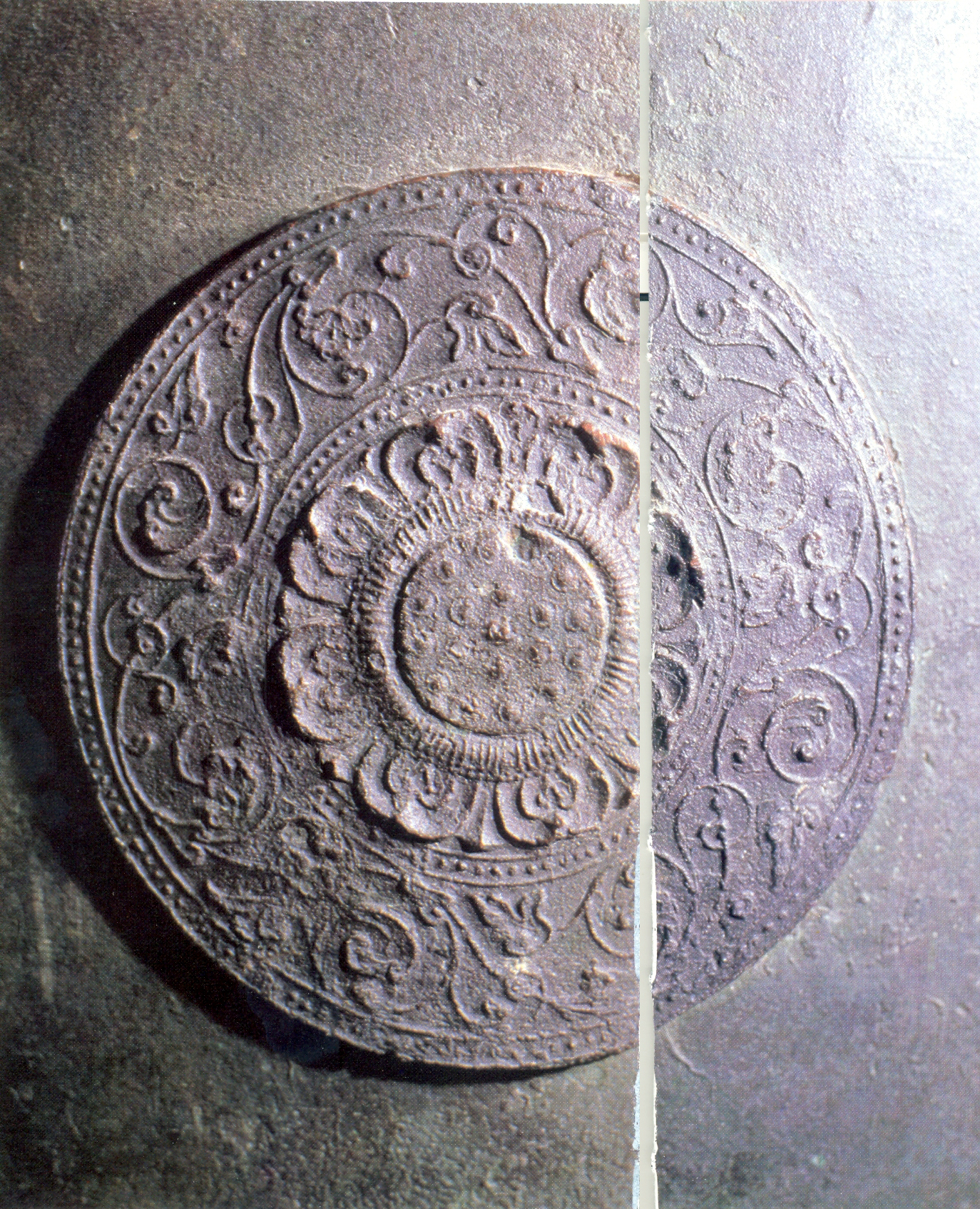